# Eclesiástico
O Livro de Siraque, também conhecido como Sabedoria de Siraque, Eclesiástico ou Sirácida, é um dos livros deuterocanônicos da Bíblia, de composição atribuída a Josué filho de Siraque (Josué Ben Siraque ou Ben Sirá, ou, em grego Sirácida). Em algumas traduções, o nome hebraico do autor Yeshua Ben Sirach é transliterado como "Jesus" Ben Siraque e não como "Josué" Ben Siraque. O livro, formado por reflexões pessoais do autor, era comumente lido em templos cristãos, aliás o nome Eclesiástico (Livro da Igreja ou da Assembleia) provém do uso oficial que a Igreja cristã faz desse livro, em contraposição à Sinagoga judaica, que não o aceita como Palavra de Deus . Tal designação vem desde a época de São Cipriano de Cartago. O Livro de Siraque foi originalmente escrito em hebraico, entre 190 e 124 a.C., possui 51 capítulos e, posteriormente, foi traduzido para o grego por um neto de Josué Ben Siraque, em 123 a.C..

## Autor
Ben Sirá ou Josué Ben Siraque, também conhecido como Ben Siraque, foi um escritor judeu do século II a.C. Ele é conhecido principalmente por ser o autor do Livro de Siraque, também chamado de Eclesiástico ou Sirácida. Ben Siraque escreveu sua obra em hebraico, possivelmente em Alexandria, no Reino Ptolomaico, aproximadamente em 180 a.C. A tradução do Livro de Siraque para o grego foi feita por seu neto em 132 a.C. no Egito.
Seu nome completo é Yeshua ben Eleazar ben Sira, que se traduz como Josué, filho de Eleazar, filho de Sirach. Yeshua é uma forma abreviada de Yehoshua, nome hebraico que é traduzido para o português como "Josué". Alguns autores também traduzem como "Jesus". O nome Ben significa "filho". Já o nome Sirá foi transliterado nos manuscritos gregos como Sirach, devido ao hábito grego da época de adicionar um χ (chi) no final de nomes próprios.    
Embora Ben Siraque às vezes seja considerado contemporâneo de Simão, o Justo, é mais provável que seu contemporâneo tenha sido o Sumo Sacerdote Simão II (219–199 a.C.). 
Um texto medieval, o Alfabeto de Sirach, foi por muito tempo falsamente atribuído ao autor, apesar de a obra não ser de sua autoria.

## Aceitação no Mundo Cristão
O Livro de Siraque é livro sagrado por grande parte das Igrejas cristãs: Igreja Católica Romana, Igrejas Católicas Orientais e Igrejas Ortodoxas, sendo aceito também pelos protestantes anglicanos, embora não universalmente nas duas últimas, embora seja considerado útil para leitura e edificação  . Siraque é reconhecido no judaísmo pelo seu valor histórico; porém, não é parte do Tanakh, o compêndio de livros sagrados da religião. Grupos protestantes usam hoje em dia o princípio judaico para não o incluírem em seu cânone.

## Conteúdo do livro e contexto histórico
No início do século II a.C., Israel passou do domínio dos Ptolomeus (Egito) para o dos Selêucidas (Síria). A fim de unificar o império, exposto a conflitos internos, os selêucidas promoveram uma política de assimilação, e procuraram impor aos povos dominados a cultura, a religião e os costumes gregos - um imperialismo cultural que ameaçava destruir a identidade cultural e religiosa dos dominados.
Parte dos judeus aceitava adaptar o judaísmo a uma civilização mais universal, entretanto outra parte buscava preservar a identidade e salvaguardar a fé e a vocação de Israel, testemunha do Deus vivo para todas as nações. Ben Siraque escreveu então este livro, uma espécie de longa meditação sobre a fidelidade hebraica. Ele procura reavivar a memória e a consciência histórica do seu povo, a fim de mostrar sua identidade própria e o valor perene de suas tradições. O autor, porém, não é intransigente, pois em seu livro mostra ter já assimilado diversos aspectos da cultura grega, iniciando o caminho de uma síntese que culminará no Livro da Sabedoria, ou seja, o livro dirige-se a todo aquele que queria se comportar como judeu em um mundo que mudava. Trata-se de uma obra de um conservador lúcido, que quer preservar o essencial, sabendo que não se deve ignorar as situações novas.
O centro do livro de Siraque está no capítulo 24, em que o autor identifica a Sabedoria com a Lei de Moisés (24,23), presente nos cinco livros do Pentateuco que, em hebraico, se chamam Torá = Lei. Esta, na visão do autor, constitui a Sabedoria de Israel. 
Com efeito, a narração toda do Pentateuco mostra a experiência básica de todo homem e de qualquer povo: a sabedoria que nasce da experiência concreta e conduz à vida.

## Existência do texto em hebraico
São Jerônimo afirmava ter conhecido o livro de Siraque em sua língua original, o hebraico.
Aproximadamente dois terços de uma antiga cópia do texto em hebraico provenientes de uma Sinagoga no Cairo foram encontrados em 1896. 
Alguns fragmentos do livro de Siraque também foram encontrados nas grutas de Qumrã (Manuscritos do Mar Morto) e outros fragmentos foram encontrados em Massada.